# Schistophragma
Schistophragma je biljni rod iz porodice trpučevki  (Plantaginaceae). Pripadaju mu tri vrste sa jugozapada SAD–a (Arizona, Novi Meksiko), Meksika i Srednje Amerike. Opisan je u Gen. Pl., 1839 .

## Opis
Jednogodišnje biljke.

## Vrste
1. Schistophragma intermedium (A.Gray) Pennell;
2. Schistophragma mexicanum Benth. ex D.Dietr.; tipična vrsta
3. Schistophragma polystachyum (Brandegee) B.L.Turner;